# 1号阿肯色州州道
1号阿肯色州州道（英語：Arkansas Highway 1，AR1，Ark. 1，Hwy. 1）是位于阿肯色州东部的一条南北走向的州级公路，长159.88英里（257.30），南起迪沙县麥吉接278号美国国道，北至密苏里州边界。